# Plumatella emarginata
Plumatella emarginata är en mossdjursart som beskrevs av Allmann 1844. Plumatella emarginata ingår i släktet Plumatella och familjen Plumatellidae. Inga underarter finns listade i Catalogue of Life.